# Суспільно небезпечні наслідки
Суспільно небезпечні наслідки — це передбачені кримінально-правовою нормою матеріальна чи нематеріальна шкода, заподіяна злочинною дією чи бездіяльністю суб'єкту посягання.
Види суспільно-небезпечних наслідків:
- Матеріальні (матеріальні збитки, фізична шкода)
- Нематеріальні наслідки (моральна шкода);
- Іноді законодавець в законі зазначає можливі реальні наслідки.

Кримінально-правове значення злочинних наслідків:
- Вони є обов'язковою ознакою будь-якого злочину, тобто всіх злочинів. Злочину без суспільно небезпечних наслідків немає. Дію чи бездіяльність, які не заподіюють суспільно небезпечних наслідків, немає ні підстав, ні потреби вважати, визнавати злочином. Злочинні наслідки є матеріальним виявом суспільної небезпечності діяння. Саме тому певне діяння і передбачене законом як злочин, що його вчинення тягне за собою неминуче суспільно небезпечні наслідки.
- Для багатьох складів злочинів злочинні наслідки є обов'язковою ознакою. Це так звані «матеріальні» склади злочинів. Без настання вказаних в законі певних наслідків немає закінченого складу цього злочину або немає зовсім складу злочину. Наприклад, вбивство може бути закінченим складом злочину лише при настанні смерті потерпілого. Але при порушенні правил дорожнього руху без настання зазначених в законі (ст. 286 КК) наслідків складу злочину в діях водія немає. Злочинні наслідки «матеріального» складу злочину завжди повинні бути конкретно і повно визначеними — їх кількість, тяжкість, розміри, вага, вартість, ціна, колір тощо.
- Для великої групи злочинів настання будь-яких наслідків є достатнім для складу злочину, тобто такі склади злочину є повними при наявності певних наслідків будь-яких розмірів, тяжкості. Це так звані «формальні» склади злочину, в яких злочинні наслідки винесені законодавцем за межі складу злочину. Встановлювати, вимірювати, конкретизувати злочинні наслідки тих злочинів, які містять «формальний» склад, не потрібно. «Формальні» склади злочинів теж певною мірою є «укороченими», оскільки в них момент закінчення складу злочину передує настанню злочинних наслідків і які знаходяться за його межами.
- Настання наслідків визначає момент закінчення злочину. Злочин, який має «матеріальний» склад вважається закінченим лише тоді, коли настали наслідки, передбачені законом. Злочин, який має «формальний» склад, визнається закінченим з моменту вчинення діяння, тобто з моменту вчинення дії чи бездіяльності.
- Заподіяння злочином тяжких наслідків (п.5 ст.67 КК) враховується судом при призначенні покарання як обставина, що обтяжує відповідальність.